# Arlette Markuse
Arlette Josephine Markuse (* in Berlin) ist eine deutsche Schauspielerin und Synchronsprecherin.

## Leben
Arlette Markuse ist in Berlin geboren. 1998 übernahm sie für einen Zeichentrickfilm eine Synchronrolle. Ihre Schauspielausbildung fand an einer privaten Schauspielschule statt. Seit 2005 stand sie für Kurzfilme, seit 2008 unter anderem für Serien wie GZSZ oder Akte Ex und seit 2013 für Spielfilme vor der Kamera. Von Juni 2018 bis Mai 2019 gehörte sie zur festen Besetzung der Seifenoper Köln 50667. Seit dem Jahr 1998 ist Markuse auch am Theater als Schauspielerin tätig.

## Filmografie
- 2005: Tränen (Kurzfilm)
- 2007: Schwester Ines (Kurzfilm)
- 2008–2009: Gute Zeiten, schlechte Zeiten (Fernsehserie)
- 2009: Inglourious Basterds
- 2012: Wie die Tiefseefische (Kurzfilm)
- 2012: Dinge, die man tun kann wenn man Tot ist (Kurzfilm)
- 2013: Kleider machen keine Leute
- 2013: Die Haarsträhne
- 2013: Akte Ex (Gastrolle)
- 2014: Die Lüge
- 2015: Nur nicht aufregen! (Gastrolle)
- 2018–2019: Köln 50667  (Fernsehserie)
- 2020: Der Spatz und der Rabe
- 2020: The Mopes

## Synchronarbeiten
- 1998: Benni – ein Bär für alle Fälle
- 1998: Ein Kinderherz lebt weiter
- 1998: Les Misérables